# С любовью не шутят
«С любовью не шутят» (хинди ये दिल्लगी; Yeh Dillagi) — индийская романтическая комедия 1994 года, ремейк голливудской «Сабрины» (1954).
Фильм вышел в прокат 6 мая 1994 года, получил положительные отзывы от критиков и собрал в кассе ₹10,8 крор при бюджете в ₹2 крора. Для Саифа Али Хана это был первый успешный фильм в его карьере.

## Сюжет
Виджай и Вики являются наследниками компании, которой управляет их отец Бханупратап Сайгал. Виджай — трудоголик. Вики — бездельник, который очарован Сапной, моделью и дочерью их водителя Дхарампала. Их мать Шанти отвергает Сапну. Виджай пытается помочь, но вместо этого влюбляется в Сапну, которая также начинает испытывать к нему чувства.
Парни рассказывают друг другу о своих чувствах к Сапне, но Вики думает, что Виджай делает это чтобы разлучить его с девушкой. Позже Шанти просит Дхарампала отправить Сапну в Бомбей или уволиться. Тот уходит с дочерью на станцию, но когда Вики пытается покончить жизнь самоубийством, Шанти наконец принимает её. Сапна возвращается. Вместо этого Вики жертвует своей любовью, объединяя её и Виджая, поскольку он осознал правду. Затем он встречает другую девушку, Анджали, и мгновенно влюбляется в неё.

## В ролях
- Акшай Кумар — Виджай Сайгал
- Каджол — Сапна
- Саиф али Хан — Викрам «Вики» Сайгал
- Рима Лагу — Шанти Сайгал
- Саид Джаффри — Бханупратап Сайгал
- Девен Варма — Гурдас Банерджи
- Ачьют Потдар — Дхарампал
- Нина Софта — Суджата
- Каришма Капур — Анджали (камео)

## Саундтрек
Вся музыка написана Дилипом и Самиром Сенами.
| №  | Название                | Исполнители                           | Длительность |
| -- | ----------------------- | ------------------------------------- | ------------ |
| 1. | «Ole Ole»               | Абхиджит и хор                        | 4:31         |
| 2. | «Hothon Pe Bas»         | Лата Мангешкар, Кумар Сану            | 4:52         |
| 3. | «Naam Kyaa Hai»         | Лата Мангешкар, Кумар Сану            | 3:28         |
| 4. | «Lagi Lagi Dil Ki Lagi» | Лата Мангешкар, Удит Нараян, Абхиджит | 4:20         |
| 5. | «Gori Kalai»            | Лата Мангешкар, Удит Нараян           | 5:17         |
| 6. | «Mai Deewana Hun»       | Панкадж Удхас                         | 5:06         |
| 7. | «Dance Music»           | без вокала                            | 1:04         |
| 8. | «Dekho Zara Dekho»      | Лата Мангешкар, Кумар Сану            | 4:41         |

Альбом с саундтреком занял третью строчку в списке самых продаваемых альбомов в Индии за период между ноябрем 1993 и октябрем 1994 года, когда было продано 4,5 млн копий. Песня «Ole Ole» стала хитом. В 2020 году она была перезаписана с новым текстом и аранжировкой для фильма «Милая доченька».

## Награды и номинации
Номинации Filmfare Awards:
- Лучший актёр — Акшай Кумар
- Лучшая актриса — Каджол
- Лучшая музыка — Дилип и Самир Сен
- Лучшие слова к песне — Самир
- Лучший мужской закадровый вокал — Абхиджит Бхаттачарья